# Matejovce nad Hornádom
Matejovce nad Hornádom és un poble i municipi d'Eslovàquia. Es troba a la regió de Košice, a l'est del país.

## Història
La primera referència escrita de la vila data del 1320.

## Demografia
| Godina             | 1994 | 2004   | 2014   | 2024   |
| ------------------ | ---- | ------ | ------ | ------ |
| Nombre de persones | 454  | 487    | 530    | 561    |
| Diferència         |      | +7,26% | +8,82% | +5,84% |

| Godina             | 2023 | 2024   |
| ------------------ | ---- | ------ |
| Nombre de persones | 548  | 561    |
| Diferència         |      | +2,37% |